# Dorota Koman
Dorota Anna Koman (ur. 16 października 1961 w Łodzi) – poetka polska. Absolwentka polonistyki Uniwersytetu Łódzkiego.
Autorka wielu radiowych i telewizyjnych audycji o książkach. Opublikowała osiem tomików wierszy. Członek Stowarzyszenia Pisarzy Polskich. Śpiewaczka piosenek poetyckich, pisze teksty, komponuje muzykę. Opracowała w 1994 antologię KLiN-u Nie powiem ci tego.
W 1997 otrzymała literacką nagrodę Miasta Łodzi. 
Od 11 września 2017 roku redaktor naczelna wydawnictwa Arkady

## Twórczość
- Wsyczky nezhny dumy / Wszystkie czułe słowa (wydanie bułgarsko-polskie), Sofia 2012
- Maszyna do czytania, Warszawa 2005, s. 287. ISBN 83-223-2691-2; (drugie wydanie: Warszawa 2015 ISBN 978-83-244-0418-6)
- Gdzie jest czas teraźniejszy?, Warszawa 2001
- Pokaż język, Łódź 1997
- Dorota Koman, Łódź 1996
- We mnie marzec nie mija, Łódź 1995
- Słownik obcych wyrazów, Łódź 1994
- Chcę być żabą, Łódź 1993
- Freud by się uśmiał, Kraków 1992

źródło